# Plaine alluviale
Pour les articles homonymes, voir Plaine (homonymie).

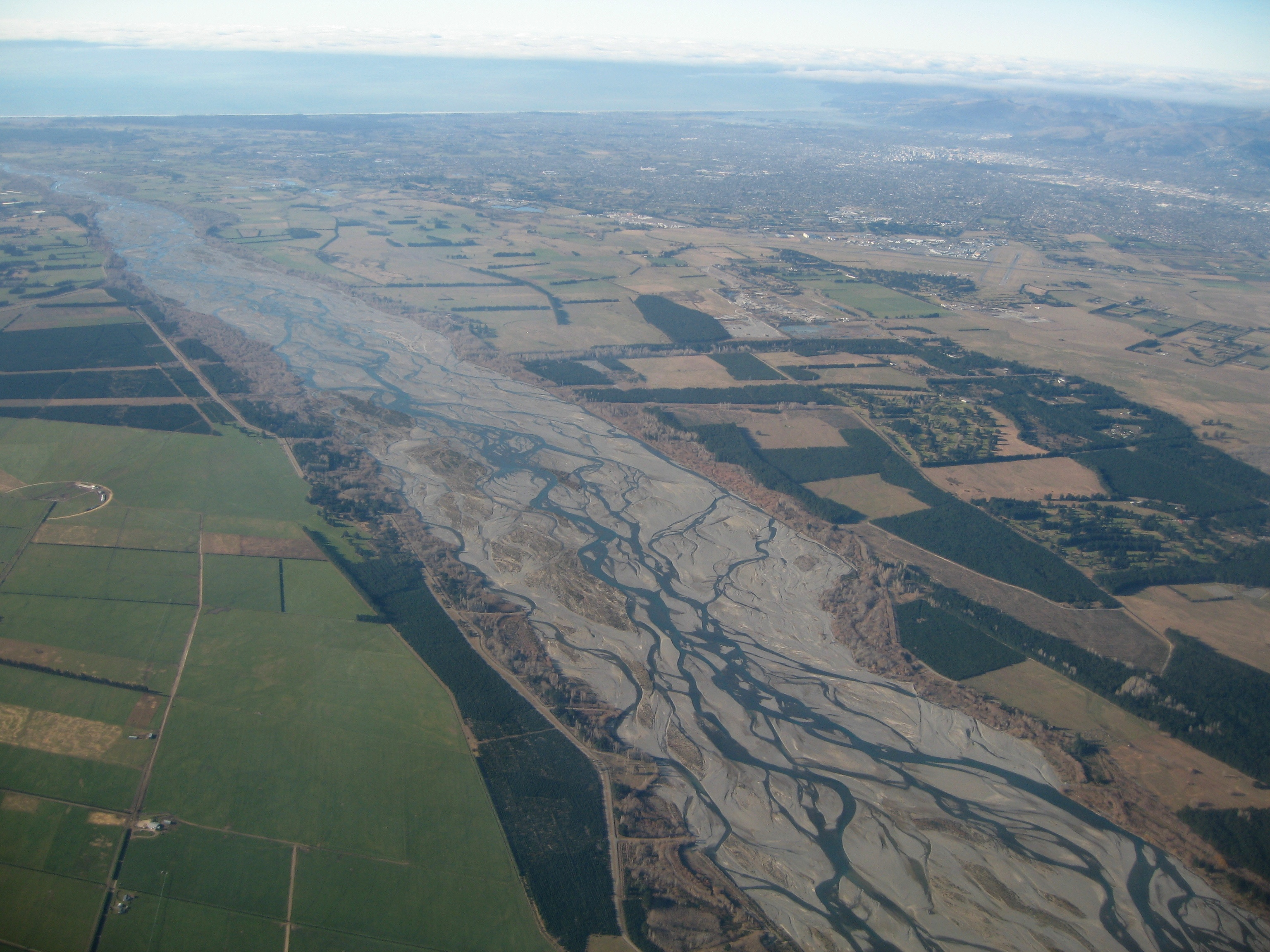
Plaine alluviale en Nouvelle-Zélande.

Une plaine alluviale est une plaine formée par le dépôt d'alluvions provenant de l'érosion de reliefs en amont. 

## Caractéristiques
- Cet espace géographique est comme son nom l'indique (plaine vient du latin planus, plana : plat, plan) caractérisé par une surface topographique plane avec de très faibles pentes (aux abords du lit majeur, lit mineur en particulier).
- La plaine alluviale est toujours située à basse altitude et se trouve donc dominée par les reliefs de son bassin versant.
- La plaine alluviale est constituée par des alluvions (sédiments généralement anciens, incluant divers débris et matériaux) déposées lors de crues du cours d'eau.
- La plaine alluviale appartient théoriquement à la zone inondable d'un cours d'eau ; mais il est fréquent que des aménagements de berge (endiguements) en aient réduit les possibilités d'inondation.
- Les cours d'eau y sont généralement sinueux et riches en méandres, avec des écotones importants.

## Utilisation des sols
Les sols y sont généralement riches et bien alimentés en eau et donc biologiquement très productifs. Ceci explique qu'ils ont attiré de nombreuses populations d'éleveurs et agriculteurs, et que beaucoup de villes y ont été construites en dépit du risque d'inondation. 
En Eurasie tempérée, sauf très localement (là où le risque de crue est resté important), on y a souvent dès le haut Moyen Âge fait reculer les forêts (ripisylves) et les grandes zones humides au profit des prés de fauche et prairies, zones de maraichage ou de l'exploitation de tourbières.